# Lara Orfei
Lara Nones Orfei (23 luglio 1968) è una circense, personaggio televisivo e attrice italiana.

## Biografia
Figlia di Moira Orfei e Walter Nones, è un membro della famiglia circense degli Orfei. Ha iniziato la propria carriera come equilibrista, poi è stata trapezista, giocoliera, acrobata e si è poi affermata come cavallerizza. A 21 anni, grazie a un numero di alta scuola di equitazione presentato con il fratello Stefano, ha conquistato un Clown d'Argento al quattordicesimo Festival internazionale del circo di Monte Carlo (1989), risultando una delle poche donne italiane a essere salite sul podio della rassegna monegasca.
È stata attiva in televisione facendo parte del cast, appena quattordicenne, della prima stagione di Al Paradise su RaiUno nel 1983. Ha partecipato poi a Sabato al circo, su Canale 5, nelle tre stagioni comprese fra il 1989 e il 1991. Successivamente ha preso parte alle trasmissioni Circo Massimo su RaiTre e poi Reality Circus su Canale 5.
Nel 1986 viene nominata Miss 365 - Prima Miss dell'Anno come la cugina Ambra Orfei che lo vinse nel 1983.
Ha lavorato anche come attrice nelle pellicole Delitti del 1987 e poi La tempesta del 1988.